# IC 1638
IC 1638 је лентикуларна галаксија у сазвјежђу Рибе која се налази на листи објеката дубоког неба у Индекс каталогу.
Деклинација објекта је + 33° 21' 54" а ректасцензија 1h 12m 21,7s. Привидна величина (магнитуда) објекта IC 1638 износи 14,1 а фотографска магнитуда 15,1. IC 1638 је још познат и под ознакама MCG 5-3-82, CGCG 501-129, CGCG 502-5, ARAK 34, NPM1G +33.0036, PGC 4338.